# Malpart
Malpart és un municipi francès situat al departament del Somme i a la regió dels Alts de França. L'any 2007 tenia 68 habitants.

## Demografia

### Població

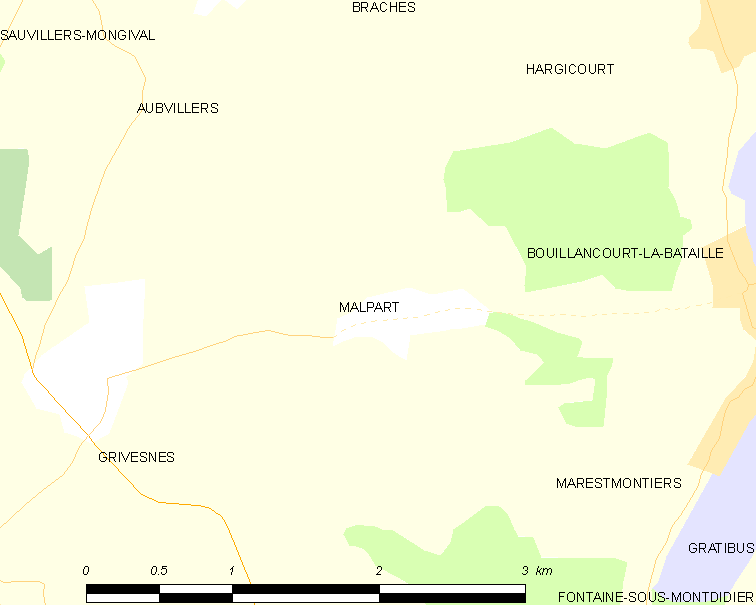

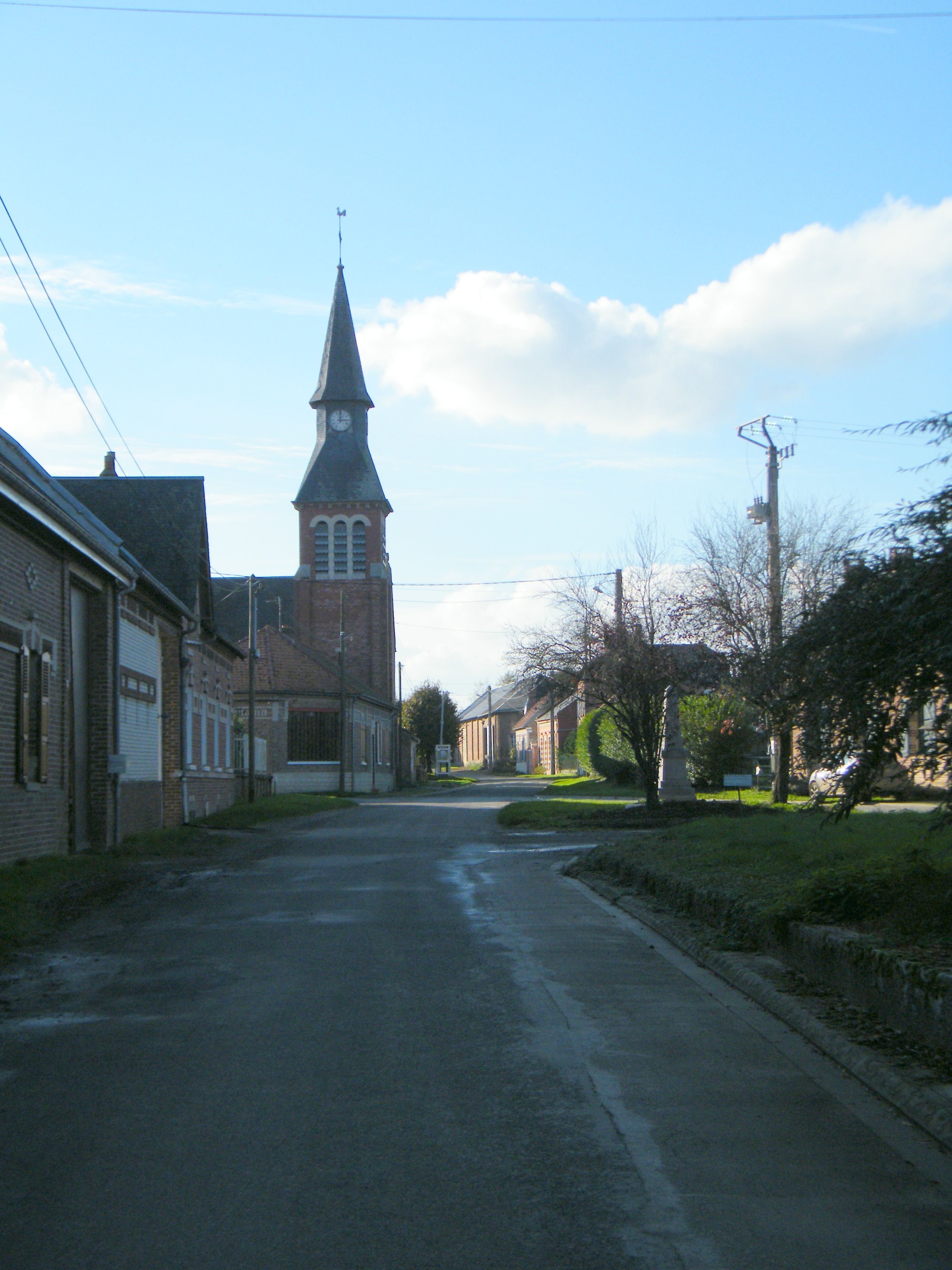

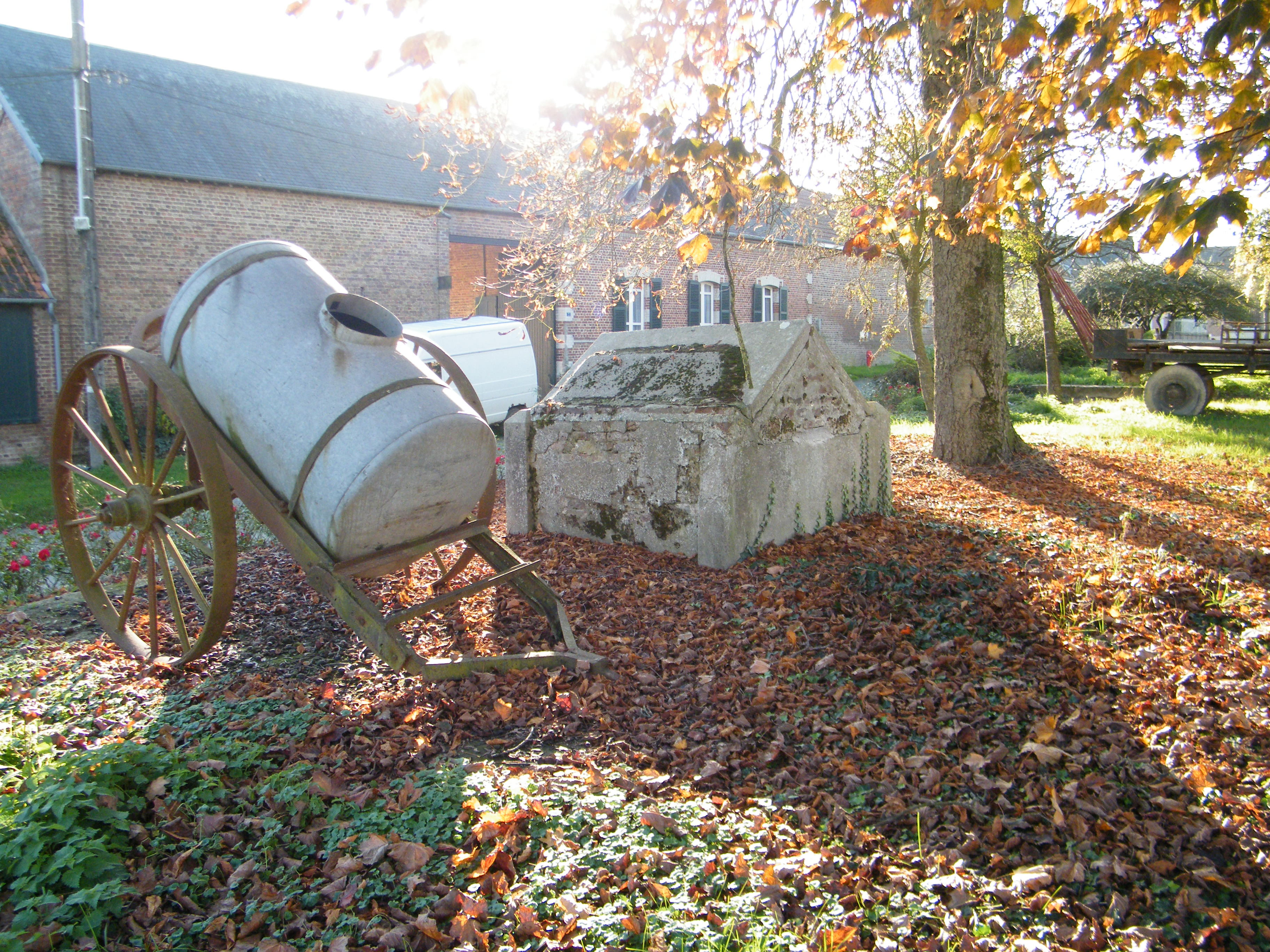

El 2007 la població de fet de Malpart era de 68 persones. Hi havia 28 famílies de les quals 8 eren unipersonals (4 homes vivint sols i 4 dones vivint soles), 4 parelles sense fills, 12 parelles amb fills i 4 famílies monoparentals amb fills.

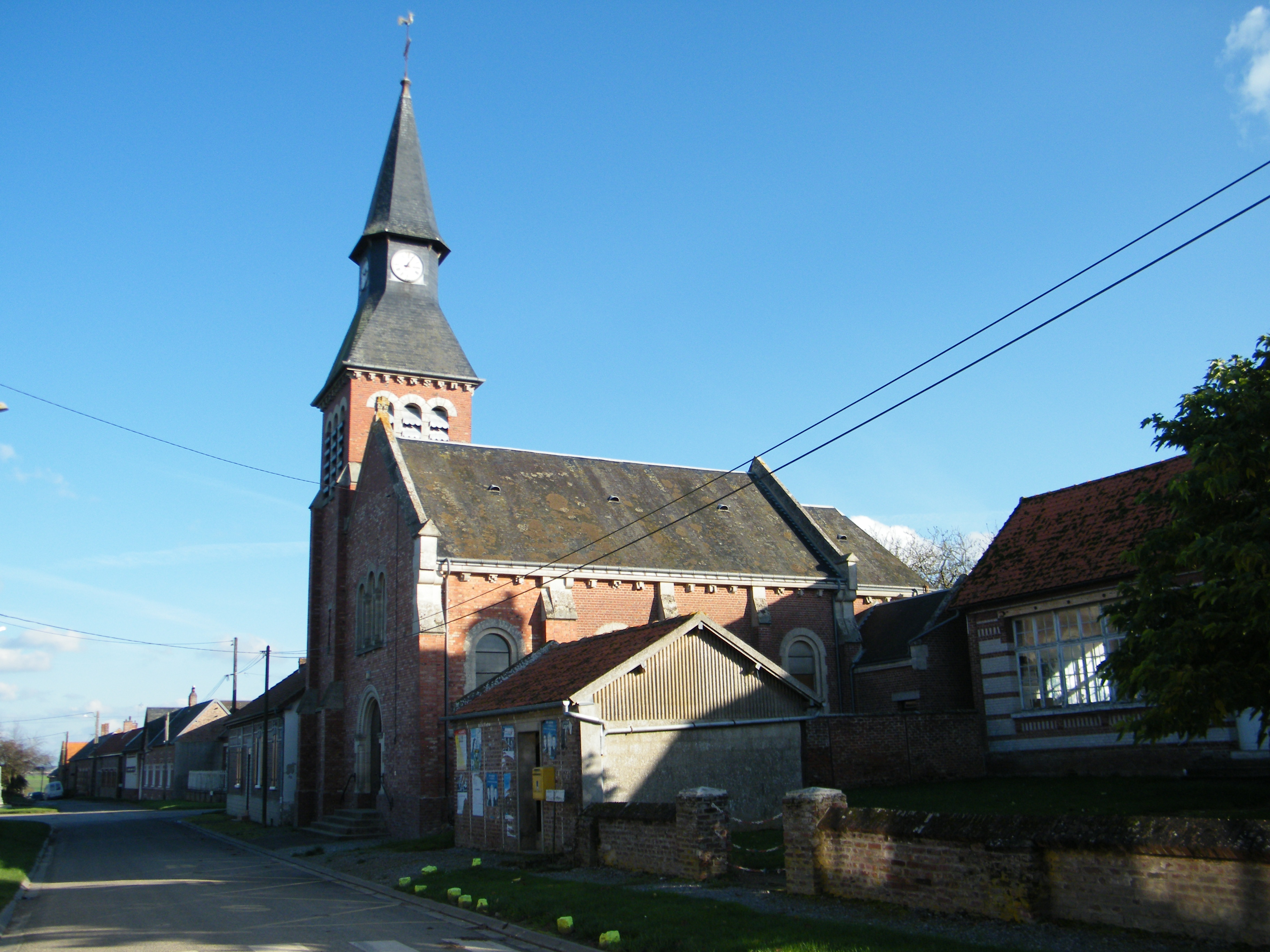

La població ha evolucionat segons el següent gràfic:
Habitants censats

### Habitatges
El 2007 hi havia 33 habitatges, 29 eren l'habitatge principal de la família, 1 era una segona residència i 3 estaven desocupats. Tots els 33 habitatges eren cases. Dels 29 habitatges principals, 24 estaven ocupats pels seus propietaris, 4 estaven llogats i ocupats pels llogaters i 1 estava cedit a títol gratuït; 1 tenia dues cambres, 3 en tenien tres, 7 en tenien quatre i 18 en tenien cinc o més. 25 habitatges disposaven pel capbaix d'una plaça de pàrquing. A 16 habitatges hi havia un automòbil i a 13 n'hi havia dos o més.

### Piràmide de població
La piràmide de població per edats i sexe el 2009 era:
| Homes | Edats   | Dones |
| ----- | ------- | ----- |
| 0     | 95 o +  | 0     |
| 0     | 90 a 94 | 0     |
| 0     | 85 a 89 | 0     |
| 0     | 80 a 84 | 0     |
| 0     | 75 a 79 | 4     |
| 4     | 70 a 74 | 8     |
| 0     | 65 a 69 | 0     |
| 0     | 60 a 64 | 0     |
| 4     | 55 a 59 | 4     |
| 0     | 50 a 54 | 0     |
| 0     | 45 a 49 | 0     |
| 0     | 40 a 44 | 0     |
| 8     | 35 a 39 | 4     |
| 0     | 30 a 34 | 0     |
| 0     | 25 a 29 | 0     |
| 0     | 20 a 24 | 0     |
| 0     | 15 a 19 | 4     |
| 0     | 10 a 14 | 0     |
| 4     | 5 a 9   | 0     |
| 0     | 0 a 4   | 4     |

## Economia
El 2007 la població en edat de treballar era de 41 persones, 30 eren actives i 11 eren inactives. De les 30 persones actives 25 estaven ocupades (15 homes i 10 dones) i 5 estaven aturades (2 homes i 3 dones). De les 11 persones inactives 3 estaven jubilades, 2 estaven estudiant i 6 estaven classificades com a «altres inactius».
Activitats econòmiques
L'any 2000 a Malpart hi havia 5 explotacions agrícoles que ocupaven un total de 305 hectàrees.

## Poblacions més properes

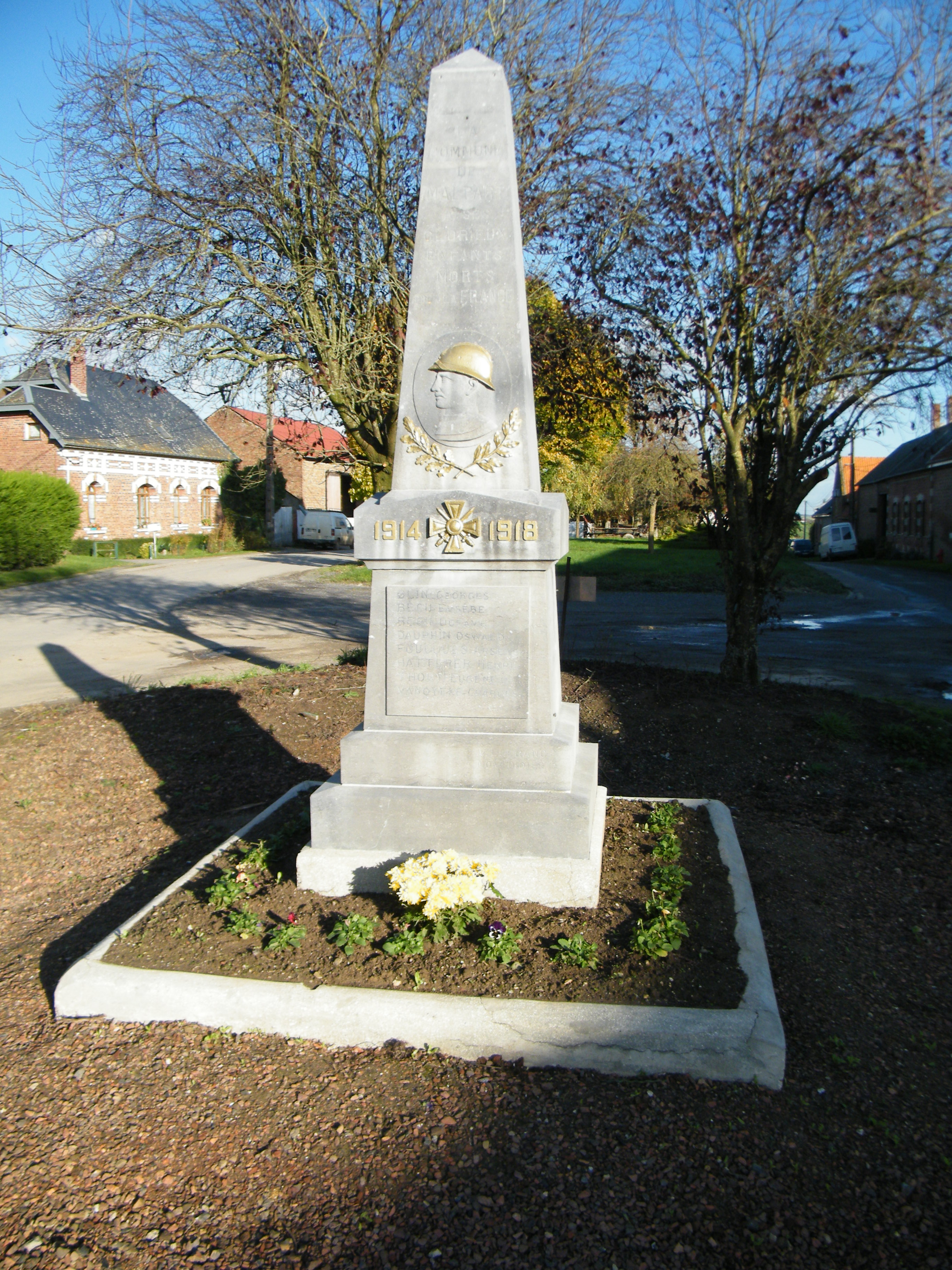

El següent diagrama mostra les poblacions més properes.